# Janusz Horoszkiewicz
Janusz Horoszkiewicz (ur. 1963 w Zarzeczu k. Jarosławia) – opiekun polskich miejsc pamięci na Wołyniu, badacz zbrodni OUN-UPA, uhonorowany w 2019 roku nagrodą Kustosza Pamięci Narodowej.

## Życiorys
Potomek byłych mieszkańców Omelanki położonej w pobliżu Huty Stepańskiej, gdzie do lipca 1943 roku istniała silna polska samoobrona. Dzięki działaniom samoobrony wśród ocalonych znalazła się rodzina Horoszkiewiczów.
Wraz z innymi społecznikami upamiętnił krzyżami ponad 40 polskich miejsc pamięci w dolinie rzeki Horyń. Dzięki jego staraniom powstały także tablice ku czci ofiar rzezi wołyńskiej a także tzw. Sprawiedliwych Ukraińców, w tym tablica w cerkwi w Butejkach upamiętniająca Petra Bazeluka, który udzielał pomocy Polakom zagrożonym przez UPA.
Od 2007 roku organizator corocznych pielgrzymek do miejsc męczeństwa Polaków na Wołyniu. Zbiera relacje świadków rzezi wołyńskiej (2 tys. nagranych godzin wspomnień), dawne fotografie i dokumenty. Współpracuje z Monitorem Wołyńskim, gdzie prowadzi rubrykę pt. Huta Stepańska w opowieściach Janusza Horoszkiewicza.
W 2018 roku ukraińskie władze doprowadziły do ścięcia krzyża postawionego przez niego w dawnej kolonii Sunia.
W 2019 roku otrzymał trzyletni zakaz wjazdu na Ukrainę – jak sam twierdzi z powodu prowadzonych przez niego badań nad zbrodniami OUN-UPA.

## Odznaczenia i nagrody
- Złoty Medal Opiekuna Miejsc Pamięci Narodowej[4]
- Kustosz Pamięci Narodowej (2019)[1]
- Medal Stulecia Odzyskanej Niepodległości (2019)[5]